# Xenia Onatopp
Xenia Sergejevna Onatopp is een personage uit de James Bondfilm GoldenEye (1995). Zij werd vertolkt door de Nederlandse actrice Famke Janssen.
Xenia Onatopp is geboren in Georgië en werkt voor de Janusgroep die wordt geleid door James Bonds oude MI6-collega en vriend Alec Trevelyan. Xenia is ook een pilote bij de Luchtmacht van de Sovjet-Unie.
Als Bond haar ontmoet gaat hij een autorace met haar aan terwijl hij zijn vriendin Caroline naast hem heeft zitten in de auto. Nadat Bond een einde heeft gemaakt aan de race, vertrekt hij 's avonds naar een casino in Monte Carlo waar hij tegenover Xenia gaat zitten en met haar het kaartspelletje baccarat aan gaat. Nadat Bond het van Xenia gewonnen heeft, biedt hij haar iets te drinken aan. Later die avond bedrijft Xenia met de admiraal de liefde – maar als het erop lijkt een romantische avond te worden, draait Xenia zichzelf om en wurgt de admiraal met haar dodelijke dijbenen waardoor zij ook een orgasme bereikt.
Een dag later steelt Xenia de moderne Tiger helikopter en hoewel Bond haar probeert te stoppen, slaagt zij erin de helikopter te stelen. Later in het Russische dorpje Severnya helpt zij General Ourumov de Goldeye satelliet te stelen en hem te laten neerstorten boven Severnya door iedereen eerst uit te schakelen met een AKS-74U. Ze weet met behulp van de Tiger helikopter uit het dorpje te ontsnappen.
Bond vertrekt hiervoor naar Sint-Petersburg, en gaat 's avonds naar zijn hotel met sauna, maar hier blijkt dat Xenia ook aanwezig is. Xenia probeert hierbij Bond te vermoorden op dezelfde manier als zij bij de admiraal deed. Hierdoor bereikt haar moordpoging weer een orgasme: Xenia:Yes Yes Yes! Maar Bond weet haar te stoppen waarna ze vertelt waar Janus is – daardoor ontdekt Bond dat Janus zijn oude vriend Alec Trevelyan is.
Xenia weet ook nog te ontsnappen als Bond en Trevelyan oog in oog met elkaar staan in een trein. Maar Trevelyan weet met Xenia te ontkomen.
Ten slotte doet ze haar laatste moordpoging op Bond in een jungle in Cuba, waar ze opnieuw Bond probeert te vermoorden tijdens een orgasme. Bond weet haar echter te vermoorden door het geweer dat ze bij zich heeft af te vuren op de helikopter waar ze aan vastzit. Hierdoor komt ze vast te zitten tussen twee bomen waar ze uiteindelijk zelf gewurgd wordt, waarover Bond nog een laatste opmerking maakt.
Bond: She always did enjoy a good squeeze.